# Nomophila australica
Nomophila australica là một loài bướm đêm trong họ Crambidae.